# Belleville-sur-Loire
Belleville-sur-Loire – miejscowość i gmina we Francji, w Regionie Centralnym, w departamencie Cher.
Według danych na rok 1990 gminę zamieszkiwało 1009 osób, a gęstość zaludnienia wynosiła 92 osoby/km² (wśród 1842 gmin Regionu Centralnego Belleville-sur-Loire plasuje się na 391. miejscu pod względem liczby ludności, natomiast pod względem powierzchni na miejscu 1102.).